# Аржанта (кантон)
Аржанта́ (фр. Argentat) — кантон во Франции, находится в регионе Лимузен, департамент Коррез. Входит в состав округа Тюль.
Код INSEE кантона — 1901. Всего в кантон Аржанта входят 11 коммун, из них главной коммуной является Аржанта.

## Коммуны кантона
| Коммуна              | Население, чел. (2007) | Почтовый индекс | Код INSEE |
| -------------------- | ---------------------- | --------------- | --------- |
| Альбюссак            | 695                    | 19380           | 19004     |
| Аржанта              | 3 105                  | 19400           | 19010     |
| Менуар               | 83                     | 19190           | 19132     |
| Монсо-сюр-Дордонь    | 682                    | 19400           | 19140     |
| Нёвиль               | 196                    | 19380           | 19149     |
| Сен-Бонне-Эльвер     | 183                    | 19380           | 19186     |
| Сен-Марсьяль-Антрейг | 88                     | 19400           | 19221     |
| Сен-Сильвен          | 145                    | 19380           | 19245     |
| Сент-Илер-Торьё      | 97                     | 19400           | 19212     |
| Сен-Шаман            | 511                    | 19380           | 19192     |
| Форже                | 316                    | 19380           | 19084     |

## Население
Население кантона на 2007 год составляло 6 101 человек.
| 1962  | 1968  | 1975  | 1982  | 1990  | 1999  | 2006  | 2007  |
| ----- | ----- | ----- | ----- | ----- | ----- | ----- | ----- |
| 6 829 | 7 376 | 6 927 | 6 498 | 6 317 | 6 021 | 6 102 | 6 101 |